# The Incredible Hulk (película)
The Incredible Hulk (titulada El increíble Hulk en España y Hulk: El hombre increíble en Hispanoamérica) es una película de superhéroes estadounidense de 2008 basada en el personaje Hulk, de Marvel Comics, producida por Marvel Studios y distribuida por Universal Pictures. Es la segunda entrega del Universo cinematográfico de Marvel. La cinta fue dirigida por Louis Leterrier, con un guion de Zak Penn, y es protagonizada por Edward Norton, Liv Tyler, Tim Roth, Tim Blake Nelson, Ty Burrell y William Hurt.
En The Incredible Hulk, Bruce Banner se convierte en Hulk como un peón involuntario en un esquema militar para revitalizar el programa del supersoldado a través de radiación gamma. A lo largo del filme, Banner intenta librarse de Hulk antes de que el General Thaddeus «Thunderbolt» Ross lo capture, pero sus miedos se hacen realidad cuando el soldado Emil Blonsky, hambriento de poder, se convierte en una criatura similar pero más poderosa.
Después de la recepción mixta hacia la película de 2003 Hulk, Marvel readquirió los derechos del personaje. Leterrier, que había expresado interés en dirigir Iron Man, fue contratado y Penn comenzó a trabajar en una vaga secuela que sería mucho más fiel a los cómics y a la serie de televisión homónima de 1978. En abril de 2007, Norton se sumó al proyecto para interpretar a Banner y reescribir el guion de Pen para que se distanciase de la película de 2003 y estableciera su propia identidad, aunque no recibió crédito por esta última participación. El rodaje tuvo lugar en Toronto, Ontario, de julio a noviembre de 2007. Se crearon más de 700 efectos visuales en posproducción, usando una combinación de captura de movimiento e imágenes generadas por computadora para completar la película.
The Incredible Hulk tuvo su premier el 8 de junio de 2008 en el Anfiteatro Gibson en Universal City, California y se estrenó en los Estados Unidos el 13 de junio de 2008, recibiendo reseñas generalmente positivas de los críticos y de la audiencia, quienes elogiaron los efectos visuales mejorados, las secuencias de acción y la representación del personaje titular y recaudó más de 264 millones de dólares contra un presupuesto de 150 millones de dólares. Norton tenía intenciones de interpretar nuevamente a Banner en The Avengers y otras entregas futuras del UCM que contaran con el personaje, pero lo reemplazaron por Mark Ruffalo, quien ha firmado para repetir su papel en todas las potenciales secuelas.

## Argumento
En la Universidad de Culver en Virginia, el General Thunderbolt Ross se encuentra con el Dr. Bruce Banner, el colega y novio de su hija Betty, y le cuenta sobre un experimento que, según Ross, pretende inmunizar a los humanos ante la radiación gamma. El experimento —parte de un programa de «supersoldado» de la Segunda Guerra Mundial que el general espera recrear— falla, y la exposición a los Rayos Gamma causa que Banner se transforme en Hulk por breves periodos de tiempo, siempre que su ritmo cardíaco se eleve por encima de 200, se excite o se enoje. Hulk destruye el laboratorio, matando e hiriendo al personal dentro del lugar, incluyendo a Betty. Debido a esto, se convierte en un fugitivo del ejército de EE. UU. y en particular de Ross, quien quiere militarizar el proceso de Hulk.
Cinco años después, Banner trabaja en una fábrica de embotellado en Rocinha, Río de Janeiro en Brasil, mientras busca una cura para su condición. En Internet, colabora con un colega a quien solo conoce como «Sr. Azul», usando el seudónimo de «Sr. Verde». También está aprendiendo técnicas de respiración meditativa para ayudar a mantener el control, y no se ha transformado en cinco meses. Después de cortarse accidentalmente el dedo reparando una de las máquinas de la fábrica, una gota de sangre cae dentro de una botella, y un consumidor anciano (Stan Lee) en Milwaukee, Wisconsin la ingiere, sufriendo el Efecto Gamma. Usando la botella para localizar a Banner, Ross envía a un equipo SWAT, liderado por el marine real británico nacido en Rusia Emil Blonsky, para capturarlo. Banner huye siendo perseguido por los soldados y termina en la fábrica al ser perseguido también por 3 compañeros de trabajo (con quienes tenía pequeñas discusiones). Banner en su estrés y acorralado por sus compañeros y los soldados se transforma en Hulk y derrota al equipo de Blonsky. Después de que Ross explica cómo el doctor se convirtió en Hulk, el marine accede a que lo inyecten con una pequeña dosis de un suero similar, que le da velocidad, fuerza, agilidad y sanación mejoradas, pero también comienza a deformar su esqueleto y afectar su juicio. 
Banner tras huir de Brasil termina en Guatemala, luego pasando por México, en Ciudad Hidalgo, regresa a la Universidad de Culver y se reúne con Betty, que está saliendo con el psiquiatra Leonard Samson. Antes Banner se refugia en la pizzería de su viejo amigo Stanley, y posando como repartidor de pizza trata de acceder a los archivos necesarios de los Experimentos Gamma realizados en él, los cuales han sido borrados. Con la ayuda de Ross y las fuerzas de Blonsky atacan al protagonista, alertados por Samson, causando que vuelva a transformarse en Hulk quien poco antes había tragado un pendrive que tenía la información que buscaba gracias a Betty antes de que cayese en manos militares. La batalla consecuente fuera de la universidad prueba ser inútil para las fuerzas del general, que finalmente se retiran, aunque el marine, cuya cordura comienza a fallar, audazmente ataca y se burla de la bestia. Este aparentemente lo mata y huye con una Betty malherida. Samson al ver que Hulk todo el tiempo protegía a Betty comienza a simpatizar con él y entiende y comparte el repudio que Betty le tiene a su padre. Después de volver a la normalidad, Banner y su amada comienzan a huir con poco dinero por lo que Betty empeña el collar heredado de su fallecida madre, y Banner contacta al Sr. Azul, que los insta a encontrarse con él en Nueva York luego de enviarle la información del pendrive. Aquel resulta ser el biólogo celular Samuel Sterns, que le cuenta a Banner que ha desarrollado un posible antídoto a su condición. Después de una prueba exitosa, le advierte que el antídoto podría solo revertir cada transformación individual. El biólogo revela que ha sintetizado las muestras de sangre que recibió de Brasil, en un gran suministro, con la intención de aplicar su «potencial ilimitado» en la medicina. Temiendo que el poder de Hulk caiga en manos militares, Banner quiere destruir el suministro de sangre a lo que Sterns se niega creyendo paranoico a Banner.
Mientras tanto, se revela que Blonsky ha sobrevivido a la batalla y está completamente sano. Luego, se une a las fuerzas de Ross para un tercer intento de tomar a Banner en custodia. Ambos tienen éxito y llevan a su objetivo, junto con Betty, en helicóptero. Blonsky se queda atrás y fuerza a Sterns a que lo inyecte con la sangre de Banner, ya que desea el poder de Hulk. El biólogo le advierte que la combinación de la fórmula de «supersoldado» y la sangre de Banner podrían causar que se convierta en una «Abominación», pero el marine insiste. El experimento lo muta en una criatura con tamaño y fuerza mayores que Hulk, pero lo vuelve loco. Ataca a Sterns, quien también comienza a mutar debido a un poco de sangre de Banner que entra en una herida en su frente, y luego causa destrucción a través de Harlem. Al darse cuenta de que Hulk es el único que puede detenerlo, Banner convence a Ross de liberarlo. Salta del helicóptero militar y se transforma luego de chocar contra el suelo. Después de una batalla larga y brutal en Harlem, Hulk consigue derrotar y casi mata a Blonsky, cediendo solo después de que Betty le suplica que pare. Después de un breve momento pacífico con ella, Hulk inmediatamente se escapa de Nueva York, al ser perseguido por lo que parece un helicóptero de S.H.I.E.L.D..
Un mes después, Banner está en Bella coola, Columbia Británica y recupera el collar de Betty y se lo envía de vuelta a Culver. Después, este en vez de tratar de suprimir su transformación, ahora logra transformarse con éxito de un modo mucho más controlado.
En una escena poscréditos, Tony Stark se acerca a Ross en un bar local y lo regaña por su falta de precaución con el incidente en Harlem y le recuerda que por algo el programa de «supersoldado» se canceló y le informa que se está formando un equipo, entonces Ross pregunta: "¿Y?, ¿quiénes?" haciendo que Stark solo le sonría.

## Reparto

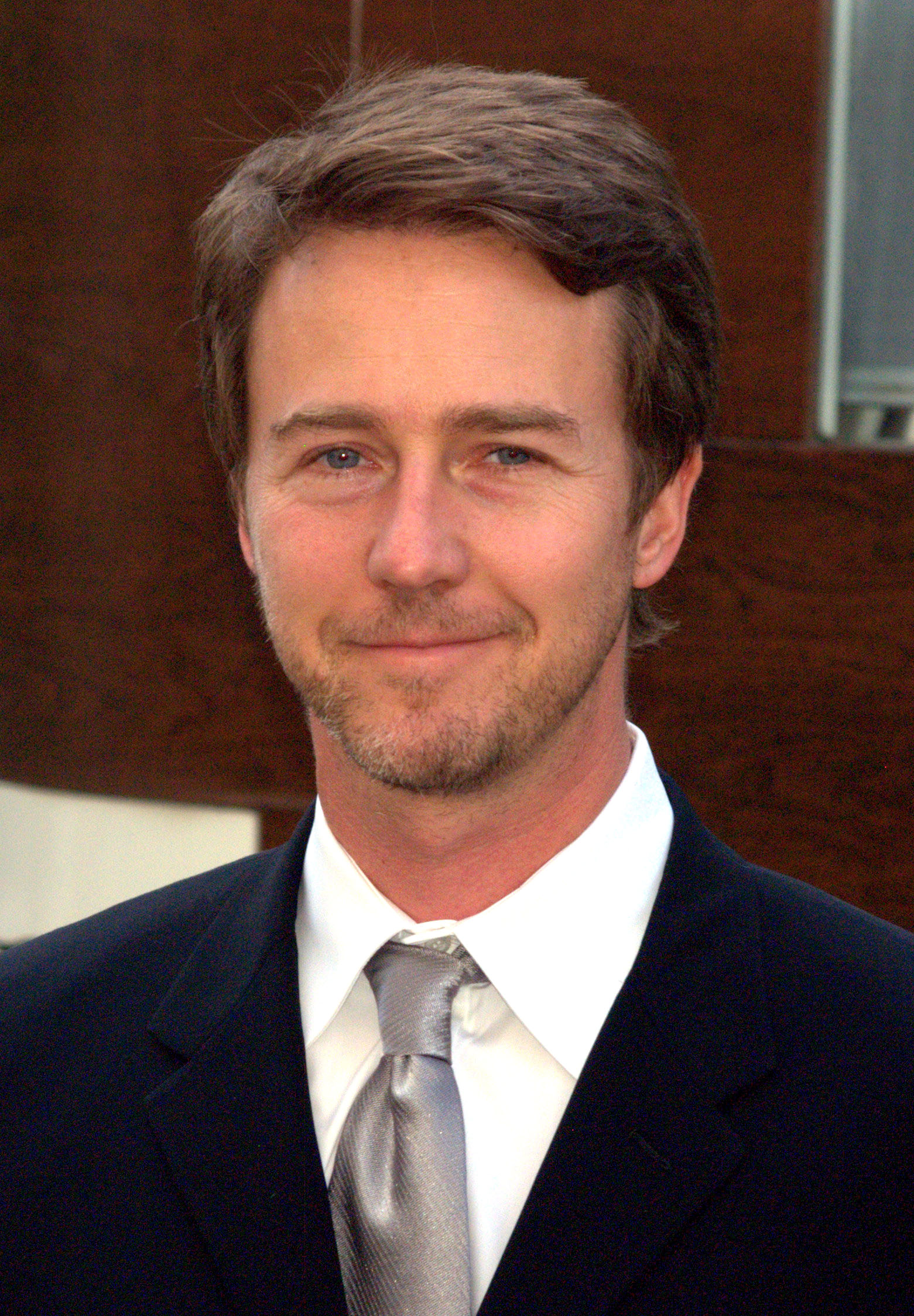
Norton en 2009

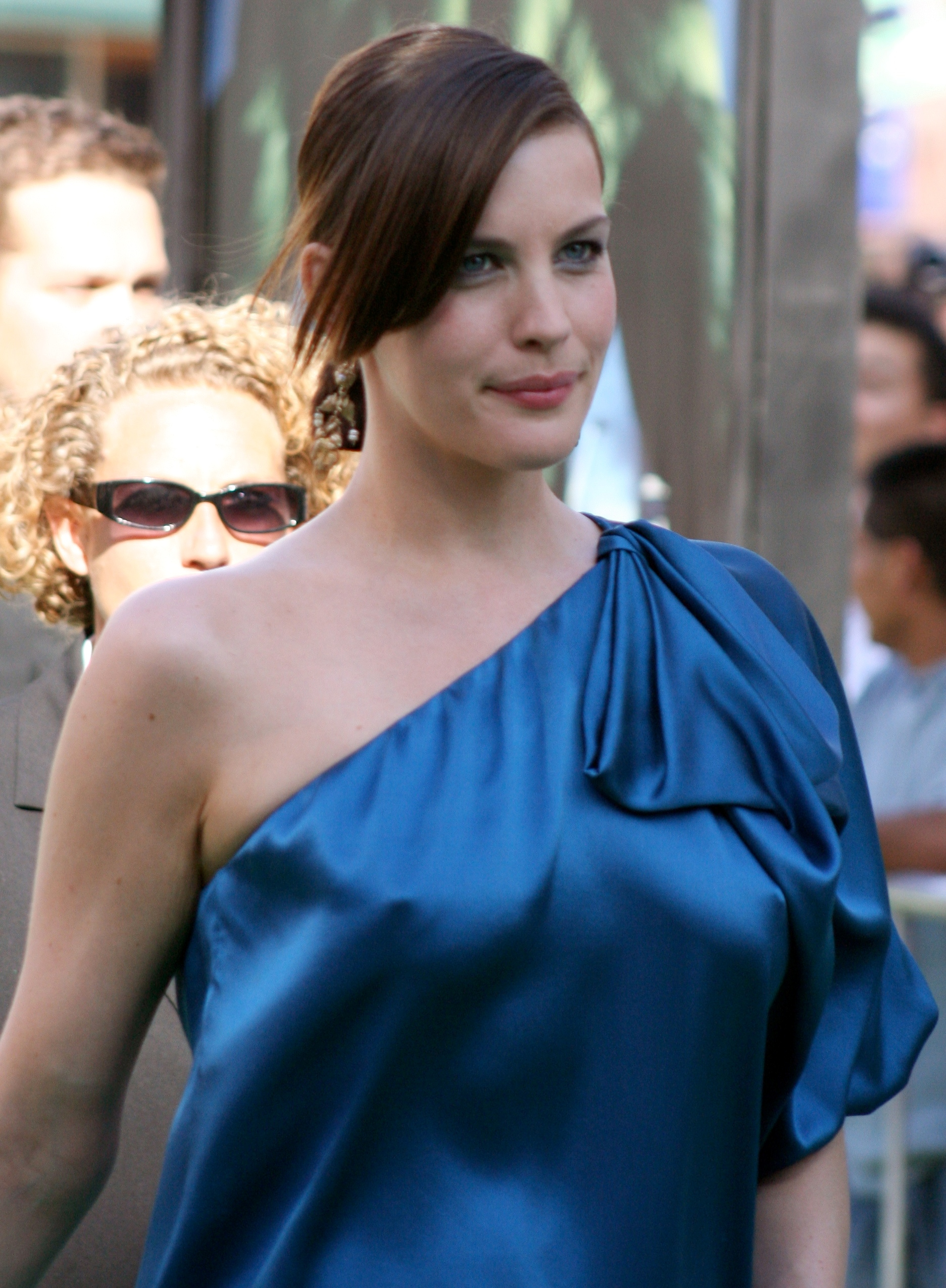
Tyler en la premier de la película

- Edward Norton como Bruce Banner / Hulk:

Un físico nuclear que, debido a exposición a radiación gamma, se transforma en un enorme monstruo humanoide verde cuando se estresa, enoja, o excita. David Duchovny era un favorito para la película antes de la elección de Norton, mientras Louis Leterrier originalmente quería a Mark Ruffalo para el papel, quien luego interpretaría a Banner en The Avengers. Gale Anne Hurd recordó las representaciones de dualidad de Norton en Primal Fear y Fight Club, mientras Kevin Feige sintió que el actor le recordaba a Bill Bixby, que interpretó al personaje en la serie de televisión. Lou Ferrigno, que personificó a Hulk con Bixby, remarcó que Norton «tiene un físico [y una] personalidad similares». Norton era un fan de Hulk, citando las primeras apariciones en cómic, la serie de televisión de Bixby, y la versión del cómic de Bruce Jones, como sus representaciones favoritas del personaje. Había expresado interés en el papel para la primera película. Al principio rechazó el papel, recordando que «está el factor de estremecimiento o la parte defensiva de ti que retrocede ante la idea de lo que sería la versión mala de eso», ya que sintió que la película anterior «se desvió mucho de una historia que era familiar para la gente, [...] que es una historia de fugitivos». Cuando se reunió con Leterrier y Marvel, le gustó su visión, y creyó que buscaban que él guiara el proyecto. Así, el actor reescribió el guion. «El guion de Edward le ha dado un peso real a la historia de Bruce,» dijo el director. «Es cierto que no soy el director más adulto, pero solo porque estemos haciendo una película de superhéroes no tiene que atraer solo a niños de 13 años. Tanto Ed como yo vemos a los superhéroes como los nuevos dioses griegos.»
- Lou Ferrigno pone la voz a Hulk:

Durante la convención de cómics de Nueva York de 2008, Leterrier le ofreció públicamente a Ferrigno la oportunidad de darle voz a Hulk en la película. Esta es la tercera vez que Ferrigno interpretó a Hulk, habiendo también prestado su voz al personaje en la serie animada de 1996. Originalmente, la única línea de Hulk era «Betty» en el montaje de la película, que habría sido su primera palabra. El director sabía que los fanes querían que hablara normalmente, y agregaron «Déjenme en paz» y «¡Hulk aplasta!» Esta última línea recibió aplausos durante una función a la que asistió. Ferrigno también tiene un cameo en la película como un guardia de seguridad a quien Banner soborna con una pizza.
- Liv Tyler como Betty Ross:

La novia de Bruce, de quien se separa como resultado de su condición, y una bióloga celular. Tyler reemplazó a la actriz Jennifer Connelly, que interpretó a Betty Ross en la película de 2003 Hulk. Ambas actrices previamente habían interpretado a hermanas en la película de 1997 Inventing the Abbotts. A Tyler le atraía la historia de amor en el guion, y era una fan de la serie de televisión, debido a la «humanidad y por lo que [Banner] está pasando». La llamaron sobre el papel mientras manejaba a su casa, y lo aceptó sin leer el guion. Tyler y Norton pasaron horas discutiendo la vida de Bruce y Betty antes de que se convirtiera en Hulk. La actriz dijo que rodar el papel «fue muy físico, lo que fue divertido», y comparó su actuación con «un venado encandilado por los faros delanteros», debido a la conmoción del inesperado regreso de Bruce a su vida.

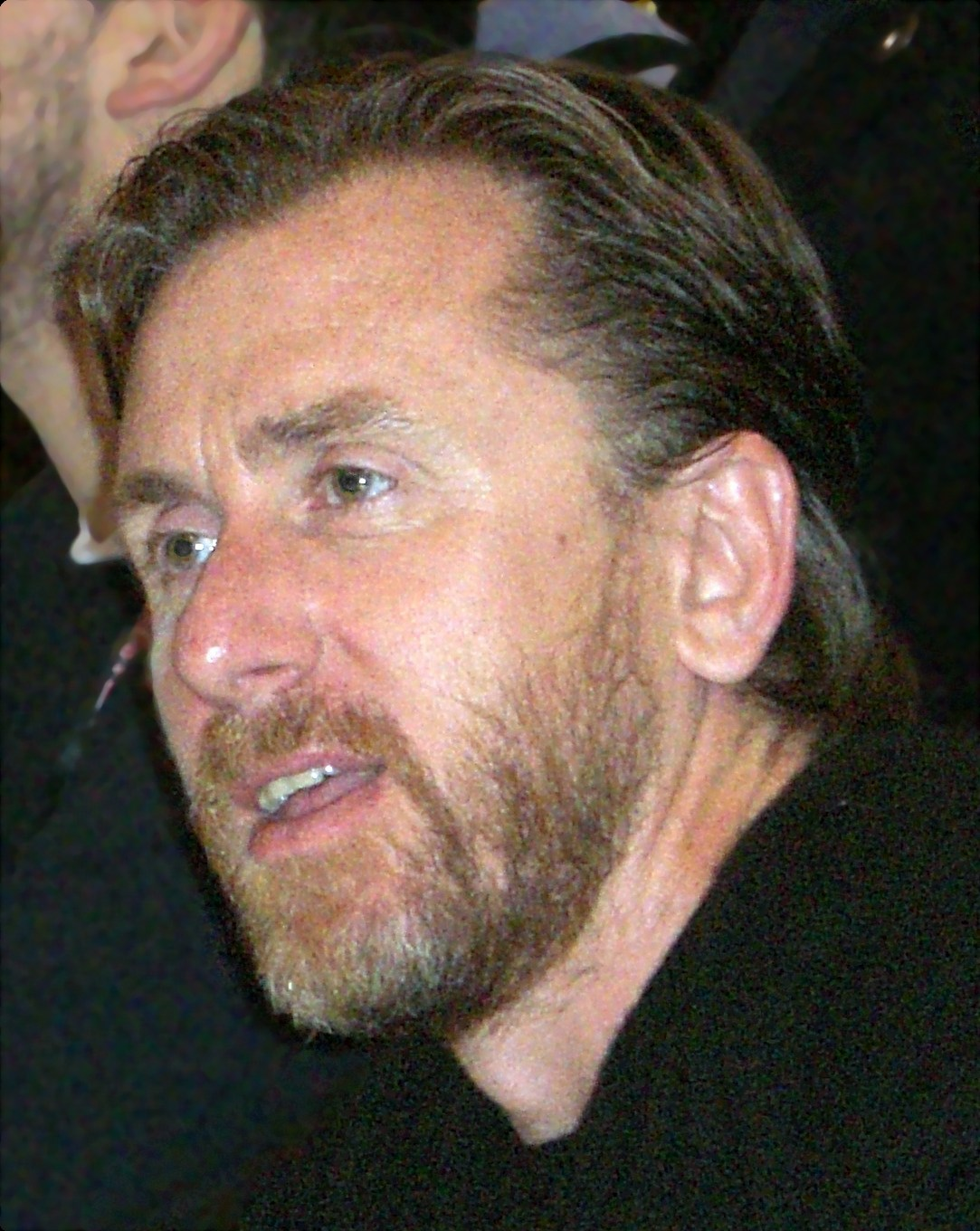
Roth en 2008

- Tim Roth como Emil Blonsky / Abominación:

Un oficial, nacido en Rusia, del Comando de Marines Reales del Reino Unido prestado al General Ross que, codiciando el poder de Hulk, se inyecta con varios sueros para transformarse en un monstruo más poderoso que el personaje titular. Roth dijo que aceptó el papel para complacer a sus hijos, que son fanes de los cómics de superhéroes. Como adolescente, Roth era un fan de la serie de televisión de la década de 1970, y también encontró a las ideas de Leterrier «muy oscuras y muy interesantes». Comenzó a ver la película de 2003 para prepararse para el papel, pero se detuvo ya que no quería quedar atrapado en la controversia por su calidad, y compararse a sí mismo con ella. Fue Roth quien sugirió que Blonsky fuera un soldado, mientras que en los cómics era un agente de la KGB. Leterrier era un fan del trabajo del actor, y sintió que «¡es genial ver a un niño cockney normal convertirse en un superhéroe!», pero Marvel y Norton al principio estuvieron reacios a contratarlo. Antes de ser elegido en Punisher: War Zone, Ray Stevenson estaba en discusiones para el papel. Roth se preparó para el papel aprendiendo a disparar armas e irrumpir en habitaciones con dos expertos. Encontró difícil rodar las persecuciones, ya que para mostrar el envejecimiento de Blonsky, no pudo entrenar. En especial se le dificultó correr cuando estaba enganchado a un arnés, usado para mostrar las habilidades para correr de 30 (48 km/h) a 40 millas por hora (64 km/h) del Blonsky inyectado. Cyril Raffaelli realizó algunas de las escenas de riesgo del actor. Disfruto la captura de movimiento, que le recordó al teatro experimental, y contrató a su entrenador de El planeta de los simios para ayudarlo a realizar el movimiento del monstruo.
- Tim Blake Nelson como Samuel Sterns / Líder:[24]

El biólogo celular que desarrolla un posible antídoto a la condición de Banner. Hacia el final de la película, Sterns queda expuesto a una sustancia que comienza su transformación en el Líder.
- Ty Burrell como Leonard Samson:

El psiquiatra en una relación con Betty durante la ausencia de Bruce. Burrell había actuado con Norton en la obra fuera de Broadway Burn This en 2003, y cuando Leterrier lo conoció, reconoció a Burrell como el «idiota» del remake de Dawn of the Dead de 2004, que era como Samson estaba caracterizado en el guion antes de que Norton lo reescribiera.
- William Hurt como el General Thaddeus «Thunderbolt» Ross:

El arrogante padre de Betty, que se ha dedicado a capturar a Hulk. Leterrier eligió a Hurt porque «Ross es más físico, más explosivo en esta película, y ningún actor va de cero a cien tan bien como William.» Él comparó a Ross con el Capitán Ahab. Hulk es el superhéroe favorito de Hurt, y su hijo también es un gran fan del personaje. Hurt encontró a la producción muy diferente de la típica «ansiedad pura» de una película de estudio, y la sintió más parecido a una película independiente. Él describió a Ross como «humillado por la consciencia de Hulk: en verdad ve y reconoce que está más desarrollada que la suya propia, aun cuando es un patriota y un guerrero por su país. Se ha sacrificado enormemente por ese propósito, pero a veces a expensas de su humanidad; que ocasionalmente recupera.» En junio de 2015, al reflexionar sobre cómo su represalia en Capitán América: Civil War fue diferente de esta película, Hurt dijo, «Lo que creé [para The Incredible Hulk] fue un Ross que estaba salido directo de de una especie de novela gráfica, donde era como una caricatura, de un modo, como lo eran los monstruos. Su ego era igual de grande y sus problemas era igual de grandes. En realidad sí lo hice a consciencia. Creé un General Ross ante el cual creé una verosimilitud para los monstruos, haciéndolo un monstruo humano. Trabajé muy duro en la composición, el comportamiento exagerado, cosas como esas y una psicosis controlada.» A Sam Elliott, que interpretó a Ross en la primera película, le hubiera gustado repetir el papel, notando que fue extraño ver a alguien tomar su papel, «pero estaré deseando ver a este.»
Robert Downey Jr. tiene un cameo sin acreditar como Tony Stark al final de la película. Downey apareció como un favor a Marvel Studios, lo que según él había sido una buena elección de parte de Marvel, debido a que cuando él promocionaba su película también debería haber mencionado su otra producción. El cocreador de Hulk, Stan Lee, tiene un cameo como un hombre que se enferma al tomar una soda envenenada con la sangre de Banner. Michael K. Williams aparece como un espectador de Harlem, un papel que Norton, que es un fan de The Wire, escribió para él. Paul Soles, quien prestó la voz a Banner en el dibujo animado de 1966 The Marvel Super Heroes, aparece como Stanley, el amable dueño de una pizzería que ayuda a Banner. Además, el difunto Bill Bixby aparece, cuando una escena con él en su comedia dramática televisiva The Courtship of Eddie's Father se ve en la televisión que Banner está mirando al comienzo de la película. Rickson Gracie tiene un pequeño papel como el instructor de artes marciales de Bruce Banner, a pesar de su pasado en el jiu-jitsu brasileño, se lo acredita como un instructor de aikido. Peter Mensah tiene un pequeño papel como el General Joe Greller, uno de los amigos o asociados del ejército del General Ross.

## Doblaje
| Intérpretes       | Personaje                           | Doblaje español     | Doblaje latinoamericano |
| ----------------- | ----------------------------------- | ------------------- | ----------------------- |
| Edward Norton     | Bruce Banner                        | Roger Pera          | Óscar Flores            |
| Lou Ferrigno      | Hulk                                | Roger Pera          | Óscar Flores            |
| Lou Ferrigno      | Guardia de seguridad                | Javier Amilibia     | Víctor Delgado          |
| Liv Tyler         | Betty Ross                          | Belén Roca          | Nallely Solís           |
| Tim Roth          | Emil Blonsky / Abominación          | Pep Antón Muñoz     | Raúl Anaya              |
| William Hurt      | General Thaddeus «Thunderbolt» Ross | Salvador Vidal      | Juan Carlos Tinoco      |
| Tim Blake Nelson  | Samuel Sterns / Líder               | Gonzalo Abril       | Edson Matus             |
| Ty Burrell        | Leonard Samson                      | Ricky Coello        | Mario Castañeda         |
| Robert Downey Jr. | Tony Stark / Iron Man               | Juan Antonio Bernal | Andrés García           |
| Peter Mensah      | General Joe Greller                 | Domenech Farell     | Leonardo García         |
| Stan Lee          | Víctima de la botella               | Emilio Freixas      | Ismael Castro           |

## Producción

### Desarrollo
Al momento del estreno de Hulk de Ang Lee, el guionista James Schamus planeaba una secuela, que contara con Hulk Gris. También consideró al Líder y a Abominación como villanos. Marvel quería a Abominación porque sería una amenaza real a Hulk, al contrario que el General Ross. Durante el rodaje de Hulk, el productor Avi Arad tenía como objetivo una fecha de estreno en mayo de 2005. El 18 de enero de 2006, Arad confirmó que Marvel Studios proveería el dinero para el presupuesto de producción de The Incredible Hulk, con la distribución de Universal, ya que este no llegaba a rodar una secuela en el plazo establecido. Marvel sintió que sería mejor desviarse del estilo de Ang Lee para continuar la franquicia, argumentando que su película era como un cómic unitario de un universo paralelo, y su próxima cinta debía, según Kevin Feige, «realmente iniciar la franquicia de Marvel y Hulk». El productor Gale Anne Hurd también sintió que el filme debía lograr lo que «todos esperan ver de haber leído los cómics y visto la serie de televisión».

### Preproducción
Louis Leterrier, que disfrutaba la serie de televisión de niño y le gustó la primera película, había expresado interés en dirigir la adaptación al cine de Iron Man. Jon Favreau se había encargado del proyecto, así que Marvel le ofreció a Hulk. Leterrier estuvo reacio ya que no estaba seguro de poder replicar el estilo de Lee, pero el estudio explicó que no era su intención. La inspiración principal del director fue Hulk: Gray de Jeph Loeb y Tim Sale —un recuento de la primera aparición del personaje—. Replicó cada tira cómica que había fijado durante la preproducción, de los varios cómics que exploró, en la película final. Leterrier dijo que planeaba mostrar la lucha de Bruce Banner con el monstruo dentro suyo, mientras Feige agregó que la película exploraría «el elemento de un deseo cumplido, de superar una injusticia o a un bravucón y recurrir a una fuerza que no te dabas cuenta que tenías en ti mismo». Arad también dijo que la película sería «mucho más una historia de amor entre Bruce Banner y Betty Ross».
Zak Penn, que escribió un borrador de la primera película en 1996, dijo que la cinta sería una continuación de Hulk, pero recalcó que tendría un tono más similar a la serie de televisión y la versión del cómic de Bruce Jones. Comparó el guion a Aliens, que fue muy distinta a Alien: el octavo pasajero, pero igual en la misma continuidad. Incluyó dos escenas de su guion de 1996: Banner saltando de un helicóptero para impulsar una transformación, y dándose cuenta de que no puede tener relaciones sexuales con Betty. Después de que el estudio rechazó un tratamiento de otro guionista en 2006, Penn escribió tres borradores antes de abandonar el proyecto a principios de 2007 para promocionar su película The Grand. Norton, ese mismo abril, comenzó las negociaciones para interpretar a Banner, y arregló un acuerdo que lo incluía como actor y también como guionista, con un borrador del guion que estaba obligado por contrato a entregar en un mes. Así lo hizo, y continuó puliendo su borrador hasta mediados del rodaje. En noviembre de 2006, se fijó una fecha de estreno el 13 de junio de 2008. Leterrier admitió que la única similitud que quedó entre ambas películas fue que Bruce se escondía en Sudamérica y que la película fue un reboot único, ya que en general el público hubiera esperado otra historia de origen de cuarenta minutos. Hubo discusiones previas de que el primer acto ocurriera en Tailandia. Leterrier sintió que la audiencia quedó esperando inquieta a que el personaje llegara en la película de Ang Lee.
Poco después del estreno de The Incredible Hulk, Gale Anne Hurd comentó sobre la incertidumbre de su relación con la película Hulk de Ang Lee. «No pudimos descifrar bien cómo llamar a esto ... Es algo como un reboot y es algo como una secuela.» Hurd dijo que «recuela», un acrónimo de «reboot» y «secuela», era una «descripción perfecta para esta película.» Norton explicó su decisión de ignorar la historia de origen de Lee: «Ni siquiera me gusta la frase ‘historia de origen’, y no pienso en la gran literatura y en grandes películas, que explicar las raíces de la historia no significa que va en el comienzo.» «[El] público conoce esta historia,» agregó, «[así que] se debería lidiar con eso de un modo ingenioso.» El actor quería «tener revelaciones incluso en el tercer acto sobre lo que puso todo esto en marcha». La nueva historia de origen referencia el enfoque de Ultimate Marvel en Hulk, en el que también lo crearon en un intento de hacer un supersoldado. Norton eliminó a Rick Jones y atenuó la presencia de S.H.I.E.L.D.. También agregó la escena donde Banner intenta extraer una cura de una flor y se manda mensajes con Samuel Sterns, lo que referencia la historia de Bruce Jones. Reescribía escenas todos los días. Finalmente, el Sindicato de Guionistas de Estados Unidos decidió acreditar el guion solo a Penn, quien argumentó que Norton no había cambiado significativamente su versión. La periodista Anne Thompson explicó que «El Sindicato tiende a preferir la trama, la estructura y los personajes preexistentes por sobre los diálogos.» Penn dijo en 2008, «No estuve feliz con que [Norton] viniera a la Comic-Con diciendo que escribió el guion.» Antes de que tanto Penn como Norton se unieran al proyecto, un guionista anónimo escribió un borrador y presionó para obtener crédito.

### Rodaje
Leterrier tuvo que dirigir cuatro unidades con un pie roto. La filmación inició el 9 de julio de 2007. El rodaje transcurrió en principal en Toronto, ya que el alcalde David Miller es un fan de Hulk y prometió ayudar mucho al equipo cerrando Yonge Street por cuatro noches en septiembre para rodar la batalla climática entre Hulk y Blonsky. A pesar de que estropearon la calle con explosivos y vehículos incendiados volcados, el equipo limpió todo en veinte minutos para que los negocios pudieran continuar normalmente cada día. La primera secuencia de acción que se rodó fue la batalla de la Universidad de Culver, filmada en la Universidad de Toronto y Morningside Park. Los cineastas construyeron una pared de cristal sobre una pasarela en la Universidad para cuando los soldados atrapan a Banner adentro para ahuyentarlo con humo. También hubo rodaje en el Distrito Financiero. Una fábrica en Hamilton, Ontario, que iba a demolerse, fue el interior de la fábrica brasileña. Los pisos subterráneos del lugar se usaron para el centro de comando militar de Ross. El equipo también rodó parte de la pelea entre Hulk y Blonsky en un plató en Hamilton. Entre otras ubicaciones canadienses se encontraron la Base de Fuerzas Canadienses Trenton y un glaciar en Bella Coola, Columbia Británica. Más tarde, hubo un rodaje que duró una semana en Nueva York y dos semanas en Río de Janeiro. Mientras estaba allí, el equipo filmó en Rocinha, Lapa, el parque nacional de la Tijuca y Santa Teresa. El rodaje concluyó en noviembre, después de ochenta y ocho días de filmación.
The Incredible Hulk se unió a la iniciativa Green-Screen (del español: pantalla verde) de Toronto, para ayudar a reducir las emisiones de carbono y el desperdicio creado durante el rodaje. El productor Gale Anne Hurd admitió que Hulk, siendo verde, era una analogía ambiental popular, y Norton mismo era un ecologista. Usaron híbridos y vehículos de bajo consumo de combustible, con diésel de bajo azufre como fuente de energía. El departamento de construcción usó un pino amarillo sustentable al ambiente de origen local en vez de madera terciada para los sets, y también uso pintura con pocos o ningún compuesto orgánico volátil. La madera en general se recicló o se donó a organizaciones ambientales, y las latas de pintura se entregaron a la gestión de residuos. Además, usaron bolsas de tela, envases de alimentos biodegradables, utensilios de porcelana y plata, una taza de acero inoxidable para cada miembro del equipo de producción, una empresa que retiraba los cubos de basura, papel reciclado, jabón y productos de limpieza biodegradables en los tráileres y las oficinas de producción, y el departamento de sonido usó baterías recargables. The Incredible Hulk se convirtió en la primera superproducción en recibir el Sello Verde de la Environmental Media Association, que aparece durante los créditos finales.

### Posproducción
Leterrier citó las interpretaciones de Andy Serkis en captura de movimiento como Gollum y King Kong en El Señor de los Anillos y King Kong, respectivamente, como el estándar al que aspiraba. Norton y Roth filmaron 2500 tomas de movimientos diferentes que los monstruos harían —como los «tronidos» de Hulk—. Se aplicó pintura corporal fosforescente a la cara de los actores y la luz estroboscópica ayudaría a grabar los gestos más sutiles en la computadora. Entre otros, Cyril Raffaelli proveyó captura de movimiento para escenas de riesgo y peleas, luego de que los actores principales hubieran hecho referencias de video. Leterrier contrató a Rhythm and Hues para proporcionar las imágenes generadas por computadora, en vez de Industrial Light & Magic, que creó los efectos para Hulk de Ang Lee. La empresa de efectos visuales Image Engine pasó más de un año trabajando en una toma donde la sangre irradiada en gamma de Banner cae a través de tres pisos de la fábrica dentro de una botella. En total, se crearon 700 tomas de efectos. La captura de movimiento ayudó a colocar en tiempo y lugar los movimientos, pero sobre todo fue la animación de fotogramas clave de Rhythm and Hues lo que proveyó «la finura [y] la calidad de superhéroe» necesarias. Varios de los animadores y Leterrier mismo proporcionaron referencia de video para la batalla climática.
Las ilustraciones del cómic de Dale Keown de Hulk fueron una inspiración para su diseño. Leterrier sintió que el primer Hulk tenía «demasiada grasa [y] estaba algo desproporcionado». Explicó, «Hulk es más que perfecto, así que tiene cero grasa, está todo esculpido, y sus músculos y fuerza definen a esta criatura, así que es como un tanque.» El supervisor de efectos especiales, Kurt Williams, imaginó el físico de Hulk como un apoyador en vez de un fisicoculturista. Se eligió una altura de 9 pies (2,74 m) para el personaje, ya que no querían que fuera demasiado inhumano. Para hacerlo más expresivo, se crearon programas de computadora que controlaban el crecimiento de sus músculos y la saturación de su color de piel. Williams citó la ruborización como un ejemplo del color de piel humanos siendo influenciado por sus emociones. Los animadores sintieron que la sangre verde haría que su piel se viera más oscura que clara, y sus tonos de piel, dependiendo de la luz, se asemejarían a un olivo o incluso gris pizarra. Su modelo de animación se completó sin el completo conocimiento de la empresa de efectos de lo que el personaje necesitaría hacer: estaba amañado para hacer lo que fuera que imaginaran, en caso de usar el modelo para la película The Avengers. El pelo medio lago de Hulk se modeló con base en el arte de Mike Deodato. Originalmente tenía un corte militar, pero Leterrier decidió que el pelo caído le daría más carácter. El director citó a An American Werewolf in London como la inspiración para la transformación de Banner, queriendo mostrar cuán doloroso resultaba el cambio para el protagonista. Como un guiño a la serie de televisión, los ojos de Banner cambian de color primero cuando se transforma. Leterrier cambió el diseño de Abominación de los cómics debido a que sintió que la audiencia cuestionaría por qué se parecía a un pez o reptil, en vez de «un súper-humano» como Hulk. En su lugar, su fealdad deriva de múltiples inyecciones en la piel, los músculos y los huesos; creando una criatura con una columna saliente y huesos afilados que puede usar para apuñalar. Su piel verde es pálida, y refleja la luz, así que parece naranja debido al fuego circundante durante la batalla climática. Los intérpretes con captura de movimiento, entre ellos Roth, trataron de hacer que el personaje se moviera con menos gracia que Hulk. Modelaron su postura y la forma en que gira la cabeza con base en un tiburón. El monstruo también comparte los tatuajes de Roth. Se eligió una altura de 11 pies (3,35 m) para el personaje. Leterrier trató de trabajar en las orejas puntiagudas del personaje, pero se dio cuenta de que Hulk las arrancaría de un mordisco —usando el ejemplo de Mike Tyson cuando luchó con Evander Holyfield—, y sintió que ignorar eso haría que Hulk pareciera estúpido.
El director había planeado usar maquillaje con prótesis y animatronics para complementar las imágenes generadas por computadora usadas únicamente en la película anterior. Los maquilladores que trabajaron en X-Men: The Last Stand iban a retratar la transformación gradual de Blonsky, lo que, según Zak Penn, retrataría a un villano «no acostumbrado a tener estas propiedades. Como es mucho más pesado, y hablamos sobre cómo, cuando camina por la acera, su peso la destruye y él se tropieza. [Es todo sobre] la humanización de esta especie de superhéroes, mostrando que los efectos que la física pueda tener en [ellos] en realidad.» Tom Woodruff, Jr. de Amalgamated Dynamics —que creó todos los vestuarios para las películas de Alien desde Alien³— estaba en negociaciones, y creó dos bustos de Hulk y manos protésicas para actuar como dobles del personaje. Nunca se creó un animatronic completo, ya que se decidió que complicaría la producción hacer tomas de una marioneta y luego un gráfico por computadora. Sin embargo, se usó un animatronic para la cabeza mutante de Sterns. La destrucción se hizo de manera mayormente práctica. Un modelo de una máquina de embotellado se estrelló contra una pared para cuando Hulk escapa de la fábrica. Los cineastas utilizaron vapor y hielo seco para el gas usado para ahuyentar a Hulk, y destruyeron un Humvee real dejando caer un peso sobre él durante el rodaje de la batalla de la Universidad de Culver. Las tuberías soplaron fuego para cuando Hulk derriba el helicóptero generado por computadora. Cuando Banner cae del helicóptero para impulsar su transformación para combatir a Abominación, Norton se aferró a una superficie sostenida por una barra que giraba 90°, mientras la cámara era jalada hacia el techo para simular la caída. Leterrier comentó en tono de broma que hacer a Norton caer esa distancia, obviamente, lo dejaría incapaz de actuar.

## Música
The Incredible Hulk: Original Motion Picture Score es la banda sonora de la película, compuesta por Craig Armstrong. Este fue el arreglista de Massive Attack, una banda de la que Leterrier era aficionado y con la que había colaborado en la película de 2005 Unleashed. Armstrong fue su primera opción, lo que sorprendió a Marvel, sin saber si había musicalizado una película de acción —sí compuso El beso del dragón de 2001—. Incluso la pista temperamental consistió de la obra de Armstrong y música similar de otros. Hulk, junto con Linterna Verde, era uno de los cómics favoritos del compositor de niño, aunque no vio Hulk de Ang Lee.
Armstrong comenzó a componer en su hogar en Glasgow, Escocia con tres secuencias; Hulk y Betty en la cueva; la pelea entre Abominación y Hulk en el callejón; y la reunión de Bruce con Betty. Compuso la mayoría en unas pocas semanas en Los Ángeles, California, lo que fue muy intenso para el director y el músico. La banda sonora se grabó durante cuatro días a fines de 2007 en una capilla en la Universidad de Bastyr, ubicada en Kenmore, Washington. Pete Lockett tocó instrumentos étnicos, grabados en Londres y mezclados con la orquesta y electrónica. Matt Dunkley, Tony Blondal, Stephen Coleman, David Butterworth y Kaz Boyle orquestaron la banda sonora. Leterrier sugirió lanzarla en dos discos, lo que Armstrong creía una broma. Solo cuando compiló el álbum —y Marvel preguntó por qué solo recibieron un disco— se dio cuenta de que era en serio.
Tanto Hulk como Abominación tienen dos temas cada uno, representando su forma humana y monstruosa. El tema de Hulk debía ser icónico y simple, como en Tiburón (1975), con glissandi de cuerda en una nota grave C. El tema de Banner es trágico e incluye parte de la canción «The Lonely Man» de Joe Harnell de la serie de televisión. Armstrong tocó el piano para una escena con esa pieza. Blonsky tiene un tema oscuro, que se vuelve agresivo cuando el personaje se transforma. El compositor intercaló los temas de Hulk y Abominación durante su batalla, y encontró musicalizar las secuencias de acción similar a un baile. También hay un tema de suspenso, y un tema de amor.
La opinión crítica fue dividida, con el Chicago Tribune describiendo a la banda sonora como «la partitura musical más aburrida del año» en su reseña de la película, mientras Dan Goldwasser de Soundtrack.Net la describió como «grandilocuente, temática y llena de energía».

### Listas de canciones
Toda la música compuesta por Craig Armstrong. 
| Disco 1 |                                  |          |  |
| N.º     | Título                           | Duración |  |
| 1.      | «The Arctic»                     | 2:46     |  |
| 2.      | «Main Title»                     | 2:38     |  |
| 3.      | «Rocinha Favela»                 | 3:11     |  |
| 4.      | «A Drop of Blood»                | 1:35     |  |
| 5.      | «The Flower»                     | 2:49     |  |
| 6.      | «Ross' Team»                     | 1:33     |  |
| 7.      | «Mr. Blue»                       | 1:03     |  |
| 8.      | «Favela Escape»                  | 3:35     |  |
| 9.      | «It Was Banner»                  | 1:31     |  |
| 10.     | «That Is the Target»             | 5:33     |  |
| 11.     | «Bruce Goes Home»                | 1:24     |  |
| 12.     | «Ross and Blonsky»               | 3:15     |  |
| 13.     | «Return to Culver University»    | 2:38     |  |
| 14.     | «The Lab»                        | 1:16     |  |
| 15.     | «Reunion»                        | 3:37     |  |
| 16.     | «The Data/The Vial»              | 1:20     |  |
| 17.     | «They're Here»                   | 3:06     |  |
| 18.     | «Give Him Everything You've Got» | 6:08     |  |
| 19.     | «Bruce Can't Stay»               | 1:53     |  |
| 20.     | «First Injection»                | 1:02     |  |
| 21.     | «Is It Safe?»                    | 1:06     |  |
| 22.     | «Hulk Theme»                     | 3:59     |  |

| Disco 2 |                            |          |  |
| N.º     | Título                     | Duración |  |
| 1.      | «Saved from the Flames»    | 0:53     |  |
| 2.      | «Grotto»                   | 2:53     |  |
| 3.      | «Arrival at the Motel»     | 1:47     |  |
| 4.      | «I Can't»                  | 2:15     |  |
| 5.      | «Abomination Alley»        | 3:56     |  |
| 6.      | «They Found Bruce»         | 2:51     |  |
| 7.      | «Bruce Looks for the Data» | 1:05     |  |
| 8.      | «Cab Ride in NYC»          | 1:17     |  |
| 9.      | «The Mirror»               | 1:17     |  |
| 10.     | «Stern's Lab»              | 4:16     |  |
| 11.     | «Bruce Darted»             | 3:00     |  |
| 12.     | «I Want It, I Need It»     | 1:35     |  |
| 13.     | «Blonsky Transforms»       | 1:15     |  |
| 14.     | «Bruce Must Do It»         | 2:11     |  |
| 15.     | «Harlem Brawl»             | 3:50     |  |
| 16.     | «Are They Dead?»           | 2:40     |  |
| 17.     | «Hulk Smash»               | 2:24     |  |
| 18.     | «Hulk and Betty»           | 1:49     |  |
| 19.     | «A Tear»                   | 1:00     |  |
| 20.     | «Who's We?»                | 0:55     |  |
| 21.     | «The Necklace»             | 1:44     |  |
| 22.     | «Bruce and Betty»          | 5:06     |  |
| 23.     | «Hulk Theme (End Credits)» | 3:58     |  |

## Estreno
The Incredible Hulk tuvo su premier el 8 de junio de 2008 en el Anfiteatro Gibson en Universal City, California y se estrenó en los cines el 13 de junio de 2008 en los Estados Unidos.

### Montaje
Setenta minutos de metraje, la mayoría sobre el origen, no se incluyeron en la versión final. Mucha de su historia pasada no estaba en el guion y los cineastas nunca estuvieron seguros de incluirlo en la versión final, y habían considerado publicar algunos de esos clips en Internet. El montador Kyle Cooper, creador del logo de Marvel (con las páginas pasando) y el montaje que detalla la biografía de Iron Man en esa película, unió la mayoría de este metraje en los créditos de apertura. Leterrier explicó que una función de prueba negativa, donde se colocaron escenas retrospectivas a lo largo de la película que la audiencia encontró muy similar a Hulk, había resultado en la compresión de estas al comienzo de la película. Esto reemplazó la apertura inicial, donde Banner va al Ártico a suicidarse. Cuando la escena termina, en un instante se ve parcialmente el cuerpo congelado del Capitán América en el hielo. Leterrier dijo que no quería que esta escena se perdiera entre el montaje inicial.
Norton y Leterrier se disputaron con los productores sobre la duración final: querían que durara cerca de 135 minutos, mientras los productoras querían que fuera de menos de dos horas. Esto se hizo público, y se esparcieron rumores de que Norton «aclaró que no cooperará con planes publicitarios si no está feliz con el producto final», lo que el actor desmintió: «Nuestro sano proceso [de colaboración], que es y debería ser un asunto privado, fue públicamente malinterpretado como una ‘disputa’, de lo que se aprovechó gente en busca de una buena historia, y lo han distorsionado a tal grado que arriesga la distracción de la película misma, lo que Marvel, Universal y yo nos rehusamos a dejar que pase. Siempre ha sido mi firme convicción que las películas deberían hablar por sí mismas y que saber demasiado sobre cómo se hacen disminuye la magia de verlas.»

### Comercialización
| Sabemos que el Hulk de 2003 no satisfizo a los fanes, y tuvimos que reconocerlo. Enfatizamos la pasión que los fanes aún tienen por este personaje y que esta es la película que la gente siempre ha querido. —Stephanie Sperber, vicepresidenta ejecutiva de Universal Studios Partnerships |

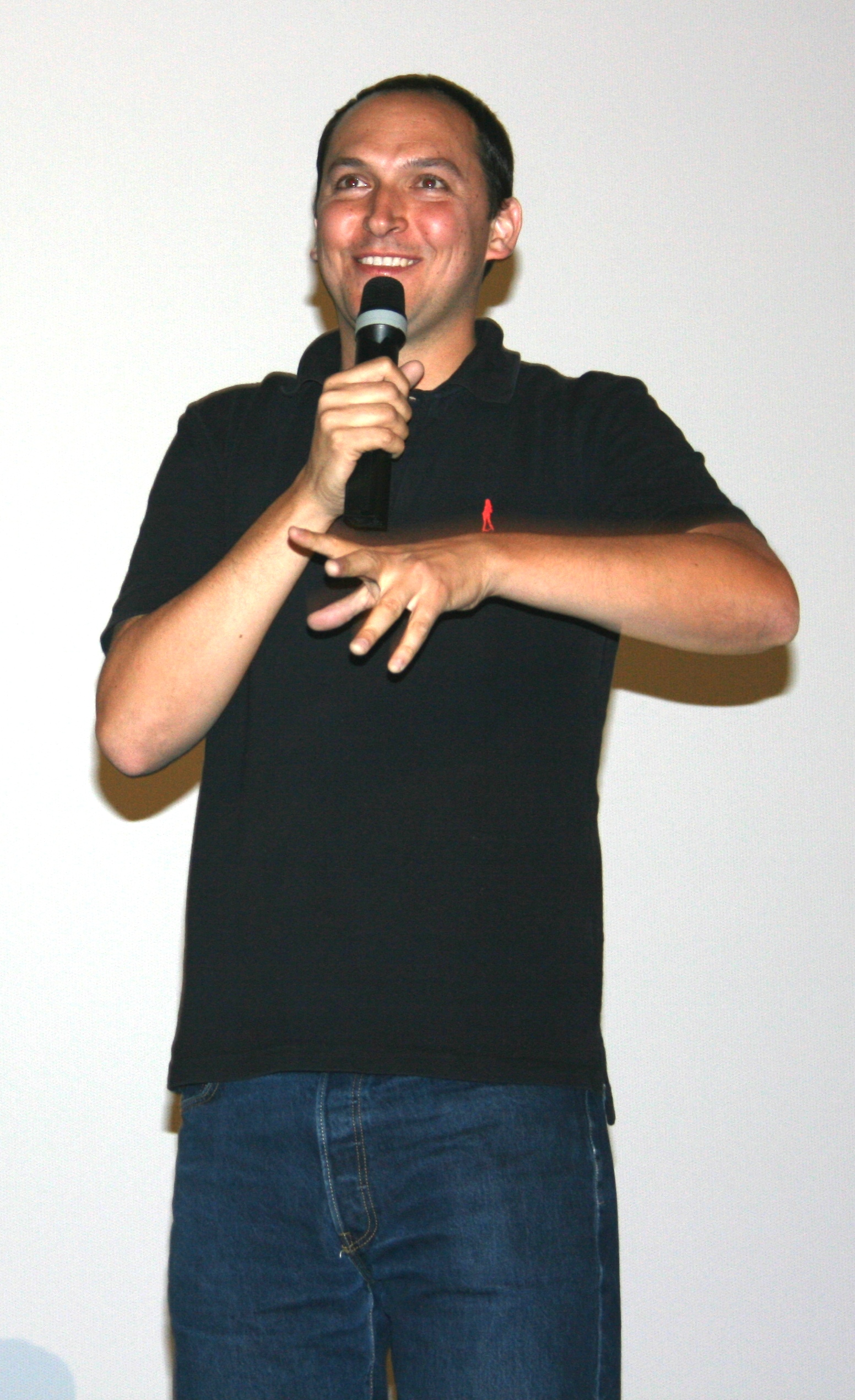
Louis Leterrier promocionando la película en París en julio de 2008.

Hubo mucho esfuerzo para promocionar a la historia como una con romance y un antagonista físico, y se usó el título para juegos de palabras promocionales —como los slurpees «Incredible Gulp» de 7-Eleven, y regalos del Día del Padre con tema «Incredible Dad» en Kmart—. Burger King también promocionó la cinta, y General Nutrition Centers usó al personaje titular como un modelo a seguir para el entrenamiento de fuerza. Hasbro creó una línea de juguetes, que lanzaron el 3 de mayo de 2008, mientras Sega lanzó un videojuego el 5 de junio de 2008. Un episodio de American Gladiators promocionó el filme el 9 de junio de 2008, con Hulk Hogan como el anfitrión y la aparición de Lou Ferrigno.
Luego de la disputa del montaje, Adam Fogleson de Universal y Norton planearon un recorrido promocional que evitaría entrevistas constantes de los medios y, por lo tanto, preguntas incómodas. El actor asistió a la premier, participó en un sketch de Jimmy Kimmel Live! y también promocionaría la película en Japón. Sin embargo, durante el estreno de la cinta, eligió hacer obras de caridad en África.

### Medios domésticos
The Incredible Hulk fue estrenada en Blu-ray y DVD el 21 de octubre de 2008. Incluye cortometrajes de detrás de escenas, con comentarios de audio, escenas eliminadas y un inicio alternativo. La película estuvo en el número uno en ventas al ser lanzada en ambos formatos el 21 de octubre, en los Estados Unidos —habiendo estado disponible en el Reino Unido desde el 13 de octubre—. Hay ediciones de pantalla panorámica y pantalla completa de un disco; una edición especial de tres discos; y un paquete Blu-ray de dos discos. El primer disco contiene un comentario de audio de Leterrier y Roth, mientras el segundo viene con características especiales y escenas eliminadas, y el tercero con una copia digital de la película.
La cinta también formó parte de la caja recopilatoria de diez discos titulada «Marvel Cinematic Universe: Phase One - Avengers Assembled», que incluye todas las películas de la Fase Uno en el Universo cinematográfico de Marvel. Fue lanzada el 2 de abril de 2013.

## Recepción

### Crítica

#### Anglosajona
El sitio de reseñas Rotten Tomatoes informó que el 67% de los críticos reaccionaron de manera positiva a la película, con una puntuación promedio de 6.2/10 basada en 219 reseñas. El consenso del sitio dice, «The Incredible Hulk provee la acción y emoción para complacer a los fanes del cómic y reavivar esta franquicia en ciernes.» Metacritic le dio a la cinta una puntuación promedio normalizada de 61 de 100, basada en 38 reseñas. Una encuesta de CinemaScore calificó a la película con una «A-» e indicó que la mayoría del público fueron hombres, de los cuales el 82% había visto la película de 2003.
Todd McCarthy de Variety dijo, «lo que parecía, en teoría, el renacimiento menos necesario de un superhéroe de la gran pantalla emerge como una tarifa de acción de verano perfectamente sólida en The Incredible Hulk.» Enfatizó que «Es toda demolición y destrucción cinematográfica de costumbre, bien escenificada y con un toque de entusiasmo,» y «escrito con esporádico ingenio [...] los visuales se inclinan hacia lo oscuro y tenebroso, pero un montaje por tres —en realidad seis— manos es veloz, y la orquesta omnipresente de Craig Armstrong aporta grandilocuencia y útil apoyo a la acción al mismo tiempo. Los efectos se ajustan a los logros en general profesionales pero no inspirados del cine.» Rene Rodríguez del Miami Herald aplaudió que la película «hace muchas cosas que Hulk de [Ang] Lee no hizo: es más ligera y de un ritmo más rápido, es más divertida y se adhiere (en vez de ignorar) a la serie de televisión de la década de 1970 que promovió la popularidad del personaje.» Mark Rahner de The Seattle Times escribió que, «El relanzamiento del Goliat verde de Marvel es una mejora sobre la pesada Hulk de Ang Lee de 2003 en casi todos los aspectos; excepto que el Hulk actual aún luce apenas mejor que algo de un videojuego, y aún apenas habla». Lou Lumenick del New York Post dijo, «Lo que perdura en mi memoria [...] es la prolongada, esencialmente animada batalla climática entre Hulk y Abominación en las calles y los tejados de Harlem, y una confrontación anterior entre la criatura titular y el ejército estadounidense, que está desplegando armas de alta tecnología, incluyendo cañones de ondas sonoras. El director Louis Leterrier las escenifica como un experto, que dispone de la historia de origen en los créditos iniciales y termina todo en veinticuatro minutos menos que lo que le tomó a [Ang] Lee». A Roger Ebert no le gustó la película, diciendo, «The Incredible Hulk es sin duda una versión ideal de la saga de Hulk para aquellos que encontraron a Hulk de Ang Lee demasiado charlatana, o me atrevo a decir, demasiado pensativa. Pero no para mí. Esquiva los aspectos intrigantes de la condición de Hulk y pasa demasiado tiempo en, me atrevo a decir, secuencias de acción ruidosas y absurdas.»
En cambio, Christy Lemire de la Associated Press encontró que «las inevitables comparaciones con Iron Man, la primera superproducción de Marvel Studios este verano, sirven como un evidente recordatorio de lo que carece esta Hulk: ingenio y corazón. A pesar de la presencia de Edward Norton, un actor capaz de ir tan profundo como Robert Downey Jr., no sentimos una fuerte sensación del conflicto interno de Bruce Banner». A. O. Scott de The New York Times opinó, «‘The Adequate Hulk’ habría sido un título más apropiado. Hay algunas batallas grandes y estruendosas y unos pocos fragmentos brillantes de ingenio de cultura popular, pero la mayor parte de esta película parece contenido para aspirar a la media genérica». David Ansen de Newsweek escribió, «Leterrier tiene estilo, es bueno con la acción y ansía darle al público batallas rompehuesos que valgan su dinero. Aun así, una vez que la película abandona los atmosféricos escenarios brasileños, nada en esta “Hulk” penetra profundamente: sus placeres de género familiar están todos en la superficie. [...] El que es el ladrón de escenas de la película es Tim Blake Nelson, haciendo una aparición bienvenida en cuanto a comedia en el tercer acto como el poco ético pero locamente entusiasta científico Samuel Sterns».
La película estuvo nominada a mejor película de superhéroes en los National Movie Awards de 2008 y a mejor película de ciencia ficción en los Premios Saturn, pero perdió ante The Dark Knight y Iron Man, respectivamente.

#### Hispanohablante
En el mercado hispanohablante, la cinta recibió reseñas un poco más positivas, aunque también se enfrentó con críticas negativas. El sitio La Off-Off-Crítica menciona que «probablemente [...] sea la película de superhéroes más hecha a la medida de los fans, y por lo tanto más alejada del resto del público. [...] Una vez solucionado el asunto de volver a presentar el protagonista, [...] ya tienen vía libre para entrar de lleno en la historia que quieren contar: la más absoluta de las nadas. [...] pasan cosas, sí, pero resulta ser un producto completamente hueco e insípido. [...] En fin, una mediocre película, que para nada le hace justicia a uno de los personajes más populares del cómic. Recomendada para gente que no se transforme en nada al enfadarse o aburrirse.» Jordi Costa, del diario El País, llamó a The Incredible Hulk una «Película extraña y disfuncional» agregando que «El resultado no es desdeñable, pero es insuficiente». El diario La Nación mencionó que la película «no tiene demasiadas sutilezas, matices ni profundidades psicológicas. Ofrece, como compensación, un permanente y adrenalínico y despliegue de escenas de acción sustentadas en el aporte de las nuevas tecnologías en efectos visuales generados por computadora. [...] Edward Norton, que comenzó el proyecto como coguionista y luego se retiró de ese rubro por diferencias creativas, está correcto en el registro que le exige la historia, muy alejado del tono irónico y burlón que Robert Downey Jr. le imprimió a la reciente Iron Man».
En una reseña mucho más positiva, el sitio decine21 comentó que «al cineasta Louis Leterrier le tira más la acción que los conflictos dramáticos [...] Todo desemboca en el clímax final, en Nueva York, que no decepciona [...] Parte además de un guion muy bien desarrollado, en el que se nota el toque de Edward Norton [...] La historia de amor entre el monstruo y su prometida [...] da lugar a los momentos más emotivos.»

### Taquilla
The Incredible Hulk recaudó $134.8 millones en Norteamérica, así como $129.9 millones en el resto del mundo, para un total internacional de $264.7 millones. La película, aunque apenas superó a su predecesora, y la igualó si se toma en cuenta el menor presupuesto de la primera cinta, aún se considera exitosa. El analista de entretenimiento David Davis le dijo a The Hollywood Reporter, «La primera Hulk tenía expectativas tan altas después de la fusión de NBCUniversal y suponía ser la primera superproducción comercial del favorito de la crítica, Ang Lee. Luego, con la nueva película de Hulk, Marvel pudo restar importancia al éxito después del gran acierto de Iron Man este verano. Así que la nueva logró mucho, en relación a lo poco que prometía.»

#### Norteamérica
En su primer fin de semana, la película recaudó $55.4 millones en 3505 cines de los Estados Unidos y Canadá, colocándose en el primer puesto en la taquilla. La cinta anterior había obtenido $62.2 millones en su primer fin de semana, pero cayó un 70% en el segundo. Esta película, en comparación, cayó un 60% en su segundo fin de semana. Detrás de Los 4 Fantásticos y Silver Surfer, fue la segunda recaudación más alta para una película estrenada una vez terminado el fin de semana del Día del Padre. Esto superó las expectativas de la industria de un estreno de $45 millones, luego de la decepcionante respuesta de la película de 2003. Universal creía que el boca a boca contribuiría a que el filme tuviera más éxito finalmente.

#### Otros territorios
También se estrenó en otros 38 países, agregando $31 millones a la suma total. La película superó a su predecesora en Corea del Sur, mientras sus estrenos en México y Rusia crearon un récord para Universal. La cinta recaudó 24 millones de yuanes (aproximadamente $3.4 millones) en su estreno chino el 26 de agosto, superando la recaudación general de la película anterior, de 10 millones de yuanes.

## Posible secuela
Sobre una posible secuela, Norton dijo, «Todo este asunto era imaginarlo en múltiples partes. Dejamos mucho afuera a propósito. The Incredible Hulk definitivamente pretende ser el primer capítulo.» Leterrier hizo que la última toma de la película fuera ambigua; el pensamiento sería que si hay una secuela, significaría que Banner finalmente controla su ira; si no hay una secuela, la toma indica en vez que se convierte en una amenaza en The Avengers. El director también tenía la intención de una escena en los créditos que mostrara a Blonsky, humano otra vez, encarcelado y encadenado en una caja. El personaje de Samuel Sterns, interpretado por Tim Blake Nelson, fue introducido para establecerlo como un villano en una posible película futura, donde se convertiría en el Líder. Aaron Sims, el diseñador principal de The Incredible Hulk, también se tomó el tiempo para trabajar en conceptos para el Líder. Nelson estaba «inscrito» para repetir el papel. Ty Burrell quería interpretar al superpoderoso Doctor Samson fielmente a los cómics.
Leterrier y Roth originalmente estaban contratados para regresar. El director también dijo que Norton no había firmado, pero en octubre de 2008, Hurd dijo que Norton fue contratado para repetir el papel. La película había recaudado más que su predecesora y Universal indicó interés en una secuela, aunque Leterrier creía que no habría una continuación debido al desempeño en taquilla de la cinta. Feige dijo que la película logró las expectativas de Marvel y que Hulk regresaría, pero después de un crossover. Hurd no pensaba que se produjera una secuela sino al menos hasta 2012, citando la recepción positiva hacia la película y habiendo producido la serie Terminator, cuya segunda y tercera películas tuvieron una brecha de doce años. Tim Roth confirmó que Marvel lo había contratado para tres películas más. Leterrier, después de haber dicho previamente que no quería dirigir una segunda entrega, dijo a fines de 2009 que había cambiado de opinión y ahora estaba abierto a sugerencias.
Mark Ruffalo comenzó en su papel como Banner/Hulk en The Avengers, después de que Feige dijo que había elegido no traer de vuelta a Norton. En octubre de 2014, Norton aclamó que eligió nunca volver a interpretar a Hulk porque «quería más diversidad» con su carrera, y no quería que lo asociaran con solo un personaje. En abril de 2012, a pesar de que Ruffalo estaba dispuesto a interpretar a Hulk en la secuela, Feige le confirmó a Collider que Marvel no tenía planes de rodar otra película de Hulk en ese momento. En una sesión de preguntas y respuestas, Feige y Ruffalo confirmaron que había discusiones en marcha para producir otra película del personaje debido a la respuesta positiva del público ante la actuación del actor en The Avengers. En septiembre de 2012, Feige, mientras exploraba todas las opciones de historias posibles para una secuela, incluyendo una película basada en las líneas argumentales «Planet Hulk» y «World War Hulk», dijo, «todo [en términos de historias de los cómics] está sobre la mesa. ¿Creo que Hulk puede cargar una película y ser tan entretenido como lo fue en Avengers? Sí lo creo. Creo que absolutamente podría. Ciertamente no vamos siquiera a intentar eso hasta Avengers 2. Así que hay mucho tiempo para pensar en eso.»
En junio de 2014, Ruffalo dijo que creía que el estudio podría estar considerando hacer una nueva película independiente de Hulk, comentando, «Creo que ellos, por primera vez, están pensando en esa idea. Cuando hicimos The Avengers fue básicamente ‘¡No!’, y ahora hay algo de consideración por ello. Pero aún no hay nada definitivo, ni siquiera una versión esquelética de lo que sería.» En julio, Feige dijo que el estudio no estaba considerando una película de «Planet Hulk» en el momento, debido a que quería que aparezca el Banner de Ruffalo en la película. Sin embargo, no descartó una historia que viera a Hulk y Banner terminar en el espacio y explicó por qué una película independiente de Hulk no ocurrió en la Fase Dos del UCM, diciendo, «Después de la primera Avengers, Iron Man tuvo su propia película, Thor tuvo su propia película, el Capitán América tuvo su propia película, y Widow y Fury estuvieron en The Winter Soldier. Así que en verdad fue, francamente, sobre guardarse a alguien para que el único lugar al que pudieras llevar a Hulk entre películas de Avengers sea la próxima película de Avengers, así [el director Joss Whedon] podía continuar jugando con eso en [Avengers: Age of Ultron]. Dónde iremos después de eso, veremos.» En octubre de 2014, otra vez sobre una película individual, dijo: «veremos. Nos encantaría hacerlo, nos encantaría encontrar dónde ponerlo, pero justo ahora, Hulk aparecerá, con sus amigos, en su películas [de la Fase Tres].»
En abril de 2015, Ruffalo dijo que la tenencia de Universal de los derechos de distribución de películas de Hulk podría ser un obstáculo para estrenar una futura película independiente del personaje, y reiteró esto en octubre. Marvel readquirió los derechos cinematográficos del personaje, pero Universal retuvo los derechos de distribución de The Incredible Hulk así como el derecho de tanteo a distribuir futuras películas de Hulk. Según The Hollywood Reporter, una posible razón por la que Marvel no ha readquirido los derechos de distribución de Hulk como hicieron con Paramount Pictures para las películas de Iron Man, Thor y el Capitán América es porque Universal mantiene los derechos de parque temático de varios personajes de Marvel que su empresa matriz, Disney, quiere para sus propios parques.
Debido a eso, Hulk solo puede aparecer en películas de otros héroes, ya que en esas películas, Universal no posee los derechos de distribución. A finales de 2015 se confirmó que Hulk aparecería en Thor: Ragnarok, y que se adaptaría la historia de «Planet Hulk» la cual ya se había planteado adaptar antes. Además, el General Ross (personaje de El Increíble Hulk) aparece en Capitán América: Civil War, siendo esta su nueva aparición en 8 años.